# Bahnhof Walldorf (Hessen)
Der Bahnhof Walldorf (Hessen) (auch Walldorf (Hess)) ist der Bahnhof des hessischen Ortes Walldorf, einem Ortsteil der Stadt Mörfelden-Walldorf. Er besitzt drei Bahnsteiggleise. Der Bahnhof liegt an Streckenkilometer 66,3 der von Frankfurt am Main nach Mannheim führenden Riedbahn.

## Geschichte
Am 24. November 1879 wurde der Streckenast Frankfurt – Goddelau der alten Riedbahn durch die Hessische Ludwigsbahn in Betrieb genommen. Das ist der nördliche Abschnitt der heutigen Riedbahn. An dieser Strecke erhielt Walldorf einen Bahnhof. Der Bahnhof wurde unter der Bezeichnung Walldorf in Betrieb genommen und 1904 in Walldorf (Hessen) umbezeichnet. Heute wird die Bezeichnung Walldorf (Hess.) verwendet.
Am 29. August 2001 wurde auf dem Bahnhofsvorplatz der Walldorfer Brunnen eingeweiht. In diesem so genannten „Erzählbrunnen“ aus Bronze sollen sich Vergangenheit und Gegenwart widerspiegeln.
2002 wurden die bisherigen Regionalbahnen zwischen Frankfurt und Goddelau-Erfelden (heute: Riedstadt-Goddelau) als neue Linie S7 in das Netz der S-Bahn Rhein-Main eingegliedert.

### Generalsanierung
Im Zuge der „Generalsanierung“ der Riedbahn wurde der Bahnhof im 2. Halbjahr 2024 umgebaut und erneuert. Beide Bahnsteige wurden nach Norden verlängert, der Bahnsteig an den Gleisen 2 und 3 über eine Rampe an Stelle der bisherigen Treppe erschlossen, auch die Unterführung umgebaut und in ihrer Lage verändert. Der Mittelbahnsteig blieb dabei schmal: Der am Bahnsteig durch Streifen gekennzeichnete Gefahrenbereich an dem mit 200 km/h befahrbaren Gleis 2 reicht dabei beinahe bis zur Mitte des Bahnsteigs. Dafür verbleibt zwischen dem Gleis 3 und der Lärmschutzwand Leerraum.
Ebenfalls wurden in einem Gleiswechsel zwischen den beiden durchgehenden Hauptgleisen im Nordkopf zwei mit 50 km/h befahrbare Weichen durch Weichen für 100 km/h ersetzt (einfache Weichen mit 1200 m statt bislang 300 m Zweiggleisradius). Durch die Verwendung größerer Weichen wurde die Einfahrgeschwindigkeit (von Mannheim) in das Gleis 3 von 60 auf 80 km/h erhöht, die Ausfahrgeschwindigkeit (Richtung Frankfurt) von 50 auf 80 km/h. Die im Bahnsteigbereich liegende Gleisverbindung zwischen den durchgehenden Hauptgleisen wurde von 50 auf 60 km/h „beschleunigt“. Wenigstens ein Gleisanschluss wurde zurückgebaut. Zumindest ein Teil der Oberleitungsanlage wurde neu gebaut, dabei auch eine ehemalige Gleisachse im Nordkopf mit Oberleitungsmasten überbaut. Beidseits der Gleise wurden neue Lärmschutzwände errichtet.

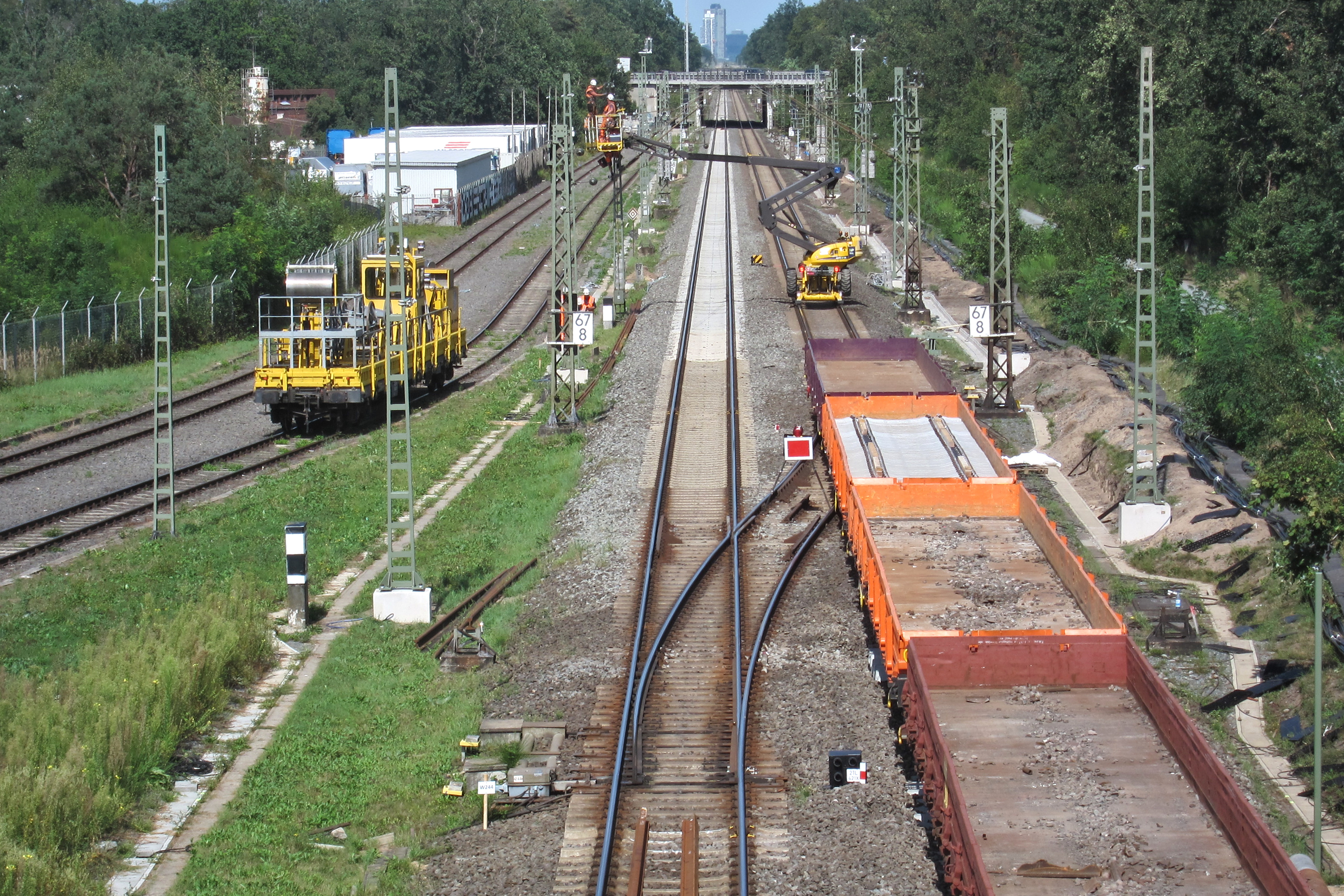
Der bisherige Gleiswechsel für 50 km/h (im August 2024)
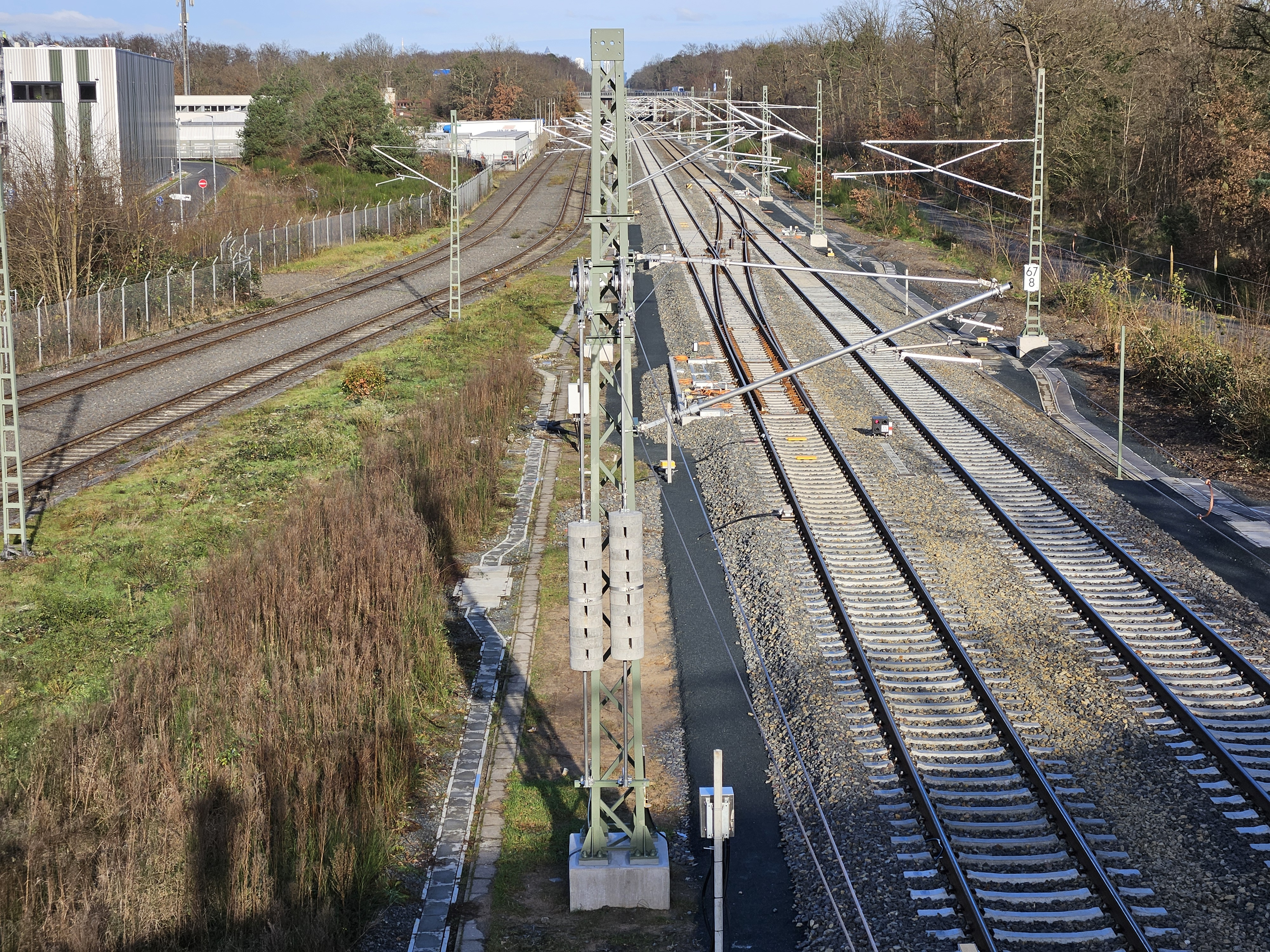
… und der neue für 100 km/h (im Dezember 2024)

Der Bahnhof wurde zwischen 1982 und 2024 aus einem örtlich besetzten Relaisstellwerk gesteuert. Dieses Stellwerk wurde im Zuge der 2022 angekündigten Generalsanierung durch ein Elektronisches Stellwerk ersetzt, das auch den Bahnhof Zeppelinheim mit steuert. 2016 war noch keine Erneuerung der Leit- und Sicherungstechnik des Bahnhofs geplant gewesen.
Im Zuge der Generalsanierung wurden ferner die bisherigen H/V-Signale durch Ks-Signale ersetzt. Dabei wurde die Blockteilung erheblich verdichtet und dabei nahezu durchgehend Ks-Mehrabschnittssignale, nahezu ohne allein stehende Vorsignale, eingesetzt. Auch die Möglichkeit des Ks-Signalsystems, kurze Hauptsignalabstände (mit signalisierter Geschwindigkeitseinschränkung) zu bilden, wurde zum Teil genutzt.
Die Linienförmige Zugbeeinflussung, mit der die beiden durchgehenden Hauptgleise der Riedbahn ausgerüstet waren, wurde zurückgebaut und alle Hauptgleise des Bahnhofs mit Eurobalisen für ETCS Level 2 ausgerüstet, das im 2. Quartal 2025 in Betrieb genommen werden soll. Damit wird die zulässige Geschwindigkeit auf den durchgehenden Hauptgleisen von 160 auf 200 km/h angehoben und die Zugfolgezeiten für viele ETCS-geführte Züge insbesondere durch Blockkennzeichen verkürzt.

## Empfangsgebäude
Das Empfangsgebäude des Walldorfer Bahnhofs ist ein Typenbau aus dem Jahre 1903. Es hat neobarocke Formen, das Hauptgebäude zwei Vollgeschosse auf L-förmigem Grundriss und ein weiteres Geschoss unter einem Walmdach. Ein eingeschossiger Anbau im Süden beherbergte ursprünglich das Bahnhofsrestaurant, ein ebensolcher Anbau im Norden den Wartesaal. Das Empfangsgebäude ist ein Kulturdenkmal aufgrund des Hessischen Denkmalschutzgesetzes. Im unteren Stockwerk befindet sich heute ein Kiosk und ein Bistro.

## Betrieb

### Bahnverkehr
Die Riedbahn von Frankfurt nach Mannheim ist für den Hochgeschwindigkeitsverkehr bis 200 km/h ausgebaut. Fernzüge fahren mit einer entsprechend hohen Geschwindigkeit durch den Bahnhof.
Er wird seit 2002 von der S-Bahn-Linie S7 der S-Bahn Rhein-Main bedient. Seit dem Fahrplanwechsel 2004/2005 im Dezember 2004 fährt die S7 in einem ungeraden Halbstundentakt (28/32-Minuten-Rhythmus) den Bahnhof an. Nach Frankfurt (Main) Hbf beträgt die Fahrzeit etwa 15 Minuten.
Neben den S-Bahnen verkehrt auch ein stündlicher Regional-Express (RE 70) zwischen Frankfurt und Mannheim. Bis zum Fahrplanwechsel 2017/2018 im Dezember 2017 hielt dieser Zug in Walldorf und dem benachbarten Mörfelden jedoch nur alle zwei Stunden.
| Linie | Strecke | Takt                                                         |
| ----- | --- | ------------------------------------------------------------ |
| S7    | Riedstadt-Goddelau – Riedstadt-Wolfskehlen – Groß Gerau-Dornheim – Groß Gerau-Dornberg – Mörfelden – Walldorf (Hess) – Zeppelinheim – Frankfurt am Main Stadion – Frankfurt-Niederrad – Frankfurt (Main) Hbf | 21/39 min (Riedstadt–Frankfurt) 30 min (Frankfurt–Riedstadt) |
| RE 70 | Main-Neckar-Ried-Express: Frankfurt (Main) Hbf – Frankfurt-Niederrad – (Frankfurt am Main Stadion – Zeppelinheim –)* Walldorf (Hessen) – Mörfelden – Groß Gerau-Dornberg – (Groß Gerau-Dornheim – Riedstadt-Wolfskehlen –)* Riedstadt-Goddelau – Stockstadt (Rhein) – Biebesheim – Gernsheim – Groß-Rohrheim – Biblis – (Bobstadt –)* Bürstadt – Lampertheim – Mannheim-Waldhof – (Mannheim-Luzenberg – Mannheim-Neckarstadt – Mannheim-Handelshafen –)* Mannheim Hbf * nur einzelne Züge Stand: Fahrplanwechsel Dezember 2021 | 60 min                                                       |

### Busverkehr
Am Bahnhofsvorplatz, direkt vor dem Bahnhofsgebäude, befindet sich eine Bushaltestelle, von der zwei regionale Buslinien zum Flughafen Frankfurt Main sowie über Mörfelden nach Rüsselsheim und Darmstadt verkehren.

### Elektroladesäule und E-Car-Sharing
Auf der Nordwestseite des Bahnhofs wurde im April 2018 von Bürgern (zusammengeschlossen in der BERMeG) eine von neun öffentlich zugänglichen Ladesäulen aufgestellt, an der seitdem Elektrofahrzeuge geladen werden können. An dieser kann auch im Rahmen des vom Land Hessen geförderten Pilotprojekts KOMEKAN ein Elektroauto im Carsharing angemietet werden.